# Illustreret Danmarkshistorie for Folket (Fabricius)
 Denne artikel omhandler værket fra Nordisk Forlag. Opslagsordet har også en anden betydning, se Illustreret Danmarkshistorie for Folket.
Illustreret Danmarkshistorie for Folket er titlen på et populært 2-binds værk af Adam Kristoffer Fabricius skrevet 1853–55 (Gyldendalske Boghandel, Nordisk Forlag MDCCCCXIV).
1. bind (540 sider) omhandler Danmarks Oldtid og Middelalder, mens 2. bind (684 sider) omhandler Danmarks nyere tid. Værket er rigt illustreret med tegninger af Lorenz Frølich og Constantin Hansen, kobberstik, kort, fotografier mv. og indgår som første reference i Claus Deleurans litteraturhenvisning til hans eget værk af samme titel. Mange af illustrationerne i Fabricius' værk blev gengivet i Deleurans i farvet udgave.
Fjerde udgave udkom 1913-15 i en revideret og forøget version af hans søn, Knud Fabricius. 2. bind omhandler herefter Danmarks nyere tid op til 1915.